# Sepulcro-Bolera
Sepulcro-Bolera es un barrio de la ciudad española de Albacete situado al sur de la capital.  Con una población de 1512 habitantes (2012), es uno de los más antiguos barrios de Albacete. En el extenso barrio, en el que coexisten zonas muy antiguas con otras de reciente creación, se encuentra al este el centro comercial El Corte Inglés de la avenida de España, simbólica construcción de arquitectura moderna.

## Toponimia
El barrio es el resultado de la fusión de dos barrios: Sepulcro y Bolera. El barrio Sepulcro tomó su nombre de la ermita del Santo Sepulcro, ya habilitada para el culto en 1766, que se ubicó en la subida de la zona, mientras que el barrio Bolera debe su nombre a una antigua chatarrería situada en el mismo.

## Geografía
El barrio está situado al sur de Albacete, entre la Carretera de Peñas de San Pedro (CM-3203) al oeste, la Circunvalación al norte (avenida Capitán Cortés y calle Hellín) y la avenida de España al este. Linda con los barrios Universidad al este, Franciscanos, Parque Sur y Hospital al norte y Pedro Lamata al oeste. Forma parte del distrito C de Albacete junto con los barrios Fátima, Franciscanos, Parque Sur, Pedro Lamata, San Pedro Mortero, Santa Teresa y Vereda.

## Demografía

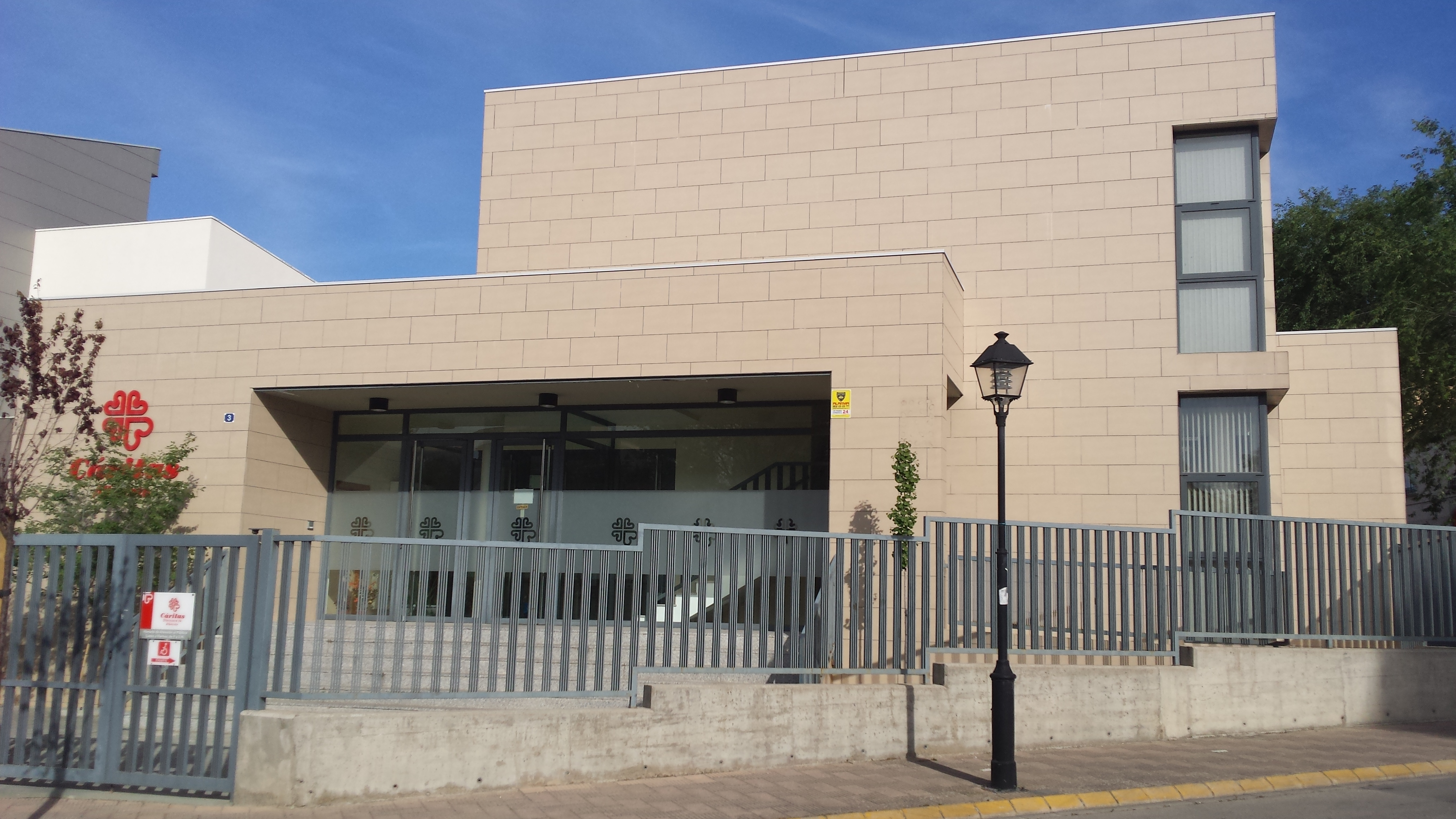
Cáritas Diocesana de Albacete

Sepulcro-Bolera tiene 1512 habitantes (2012): 659 mujeres y 660 hombres. Cuenta con una población joven, con una media de 36 años. El nivel de estudios de sus habitantes es inferior a la media de la ciudad. Las condiciones económicas y laborales de sus habitantes son buenas, superiores a la media. Más de la mitad de sus habitantes viven en una vivienda hipotecada, lo que refleja la gran cantidad de nuevas edificaciones en el barrio.

## Infraestructuras

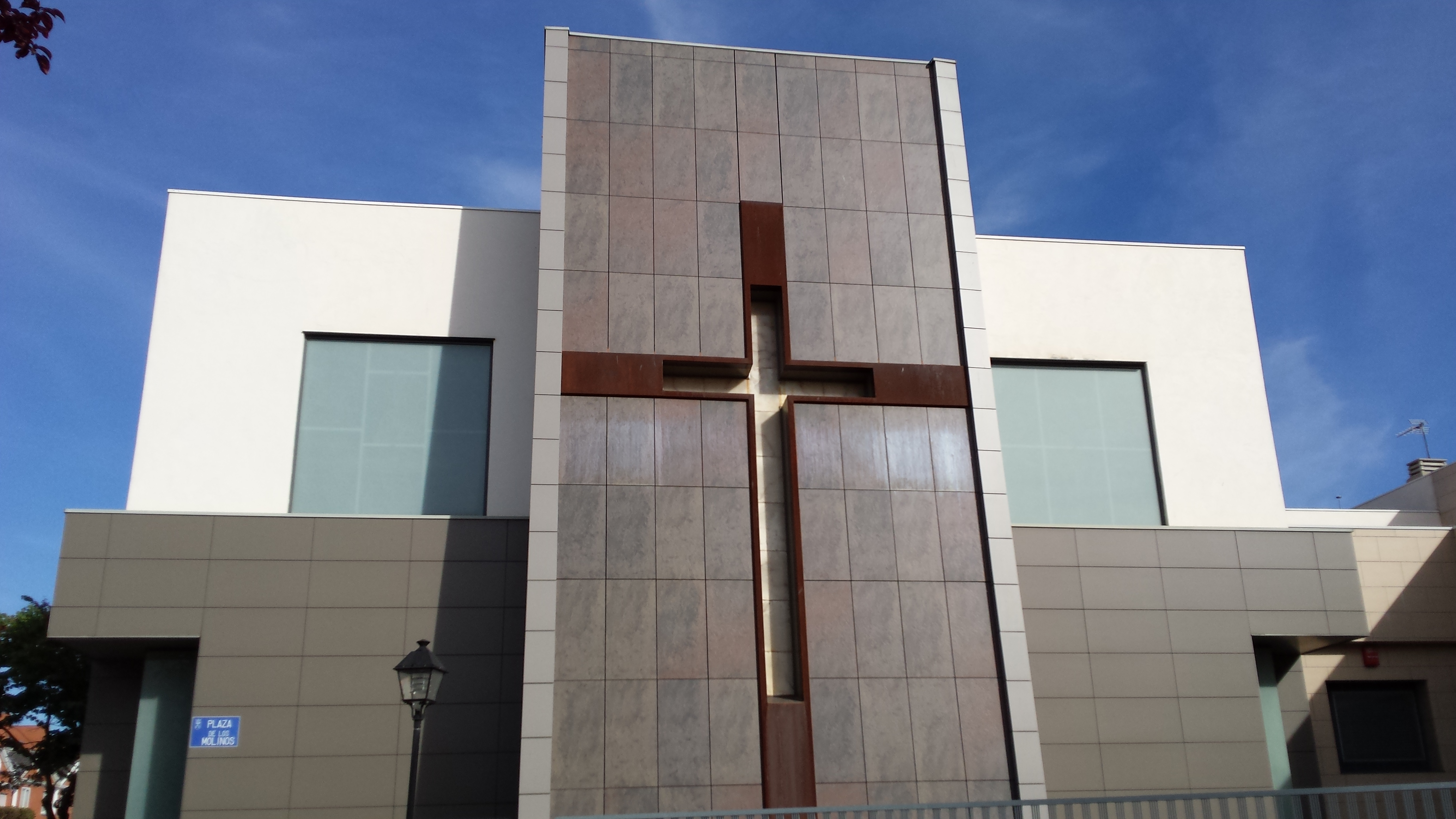
Iglesia de la Resurrección del Señor

El barrio alberga el Centro Privado de Educación Infantil, Primaria y Secundaria Cedes, el Instituto de Educación Secundaria Alto de los Molinos, el Centro de Salud Zona 8, Asprona, Cáritas Diocesana de Albacete, la iglesia de la Resurrección del Señor y la sede de Castilla-La Mancha Media –el ente público de radio y televisión autonómico– en la capital.

## Fiestas
Las fiestas oficiales del barrio se celebran anualmente entre el 21 y el 24 de junio coincidiendo con las Fiestas de San Juan de Albacete, patrón de la capital.

## Transporte
En autobús urbano, el barrio queda conectado mediante las siguientes líneas:
| Línea | Trayecto                                                                              | Recorrido                                                         | Frecuencia                                         |
| ----- | ------------------------------------------------------------------------------------- | ----------------------------------------------------------------- | -------------------------------------------------- |
|       | Campus UCLM - Barrio de Vereda                                                        | Recorrido Archivado el 1 de noviembre de 2014 en Wayback Machine. | 12-18 minutos                                      |
|       | Campus UCLM - Barrio de Vereda                                                        | Recorrido Archivado el 17 de abril de 2014 en Wayback Machine.    | 12-18 minutos                                      |
|       | Campus UCLM - Hospital Perpetuo Socorro                                               | Recorrido Archivado el 22 de febrero de 2014 en Wayback Machine.  | 12-18 minutos                                      |
|       | Barrio San Pedro- Los Llanos del Águila-Parque Lineal - Parque Empresarial Campollano | Recorrido Archivado el 25 de febrero de 2014 en Wayback Machine.  | 15-20 minutos                                      |
|       | Ciudad - Parque Empresarial Campollano                                                | Recorrido Archivado el 17 de abril de 2014 en Wayback Machine.    | Salidas 7:20, 8:20, 14:40, 15:20 (desde la ciudad) |

## Otros datos
- Bajo el suelo del barrio se encuentra un refugio antiaéreo utilizado durante la guerra civil.
- Muchas de sus calles reciben nombres relacionados con el Quijote, como las calles Alonso Quijano o Dulcinea.
- Uno de los grupos musicales más conocidos de Albacete lleva el nombre del barrio: Grupo de Coros y Danzas Sepulcro Bolera.[5]